# خانواده چاراوانون
خانواده چاراوانون (به تایلندی: เจียรวนนท์) خانواده بازرگان تایلندی چینی‌تبار می‌باشد، که هم‌اکنون با دارایی خالص ۱۴٫۳ میلیارد دلار، (برآورد سال ۲۰۱۲) به‌عنوان ثروتمندترین خانواده تایلندی شناخته می‌شود.
بنیانگذار خانواده چاراوانون، دانین چاراوانون است. وی که مالک شرکت کرون پوکفند می‌باشد، در سال ۲۰۱۳ در رتبه‌بندی انجام شده توسط مجله فوربز، رتبه ۵۸ از ثروتمندترین افراد جهان را به خود اختصاص داد.
خانواده چاراوانون همچنین مالک بیش از ۲۰۰ شرکت کوچک و بزرگ می‌باشد، که در صنایع مختلف فعالیت می‌کنند و برای نمونه می‌توان به شرکت کرون پوکفند، پینگ ان (دومین شرکت بیمه عمر چین)، سی‌پی آل، سیام ماکرو، دایانگ موتور، سوپرمارکت‌های لوتوس، و چستر گریل اشاره کرد.